# Tirà reial cellagroc
El tirà reial cellagroc (Conopias cinchoneti) és un ocell de la família dels tirànids (Tyrannidae).

## Hàbitat i distribució
Habita els boscos, localment a turons i muntanyes de Colòmbia, nord-oest de Veneçuela, est de l'Equador i Perú.